# Bely Basarte
Belén Basarte Mena (Madrid, Espanya, 14 de desembre de 1991), més coneguda com a Bely Basarte, és una cantant i compositora espanyola.
Va començar la seva carrera musical pujant versions i composicions pròpies a YouTube, on compta amb centenars de milers de seguidors.
Al setembre de 2015 va publicar a través de plataformes digitals (YouTube, Spotify, iTunes…) el seu primer EP amb 5 temes propis: Si quieres pierdes. A finals d'any, va publicar el senzill Diciembre y no estás.
El 26 de novembre de 2016 va fer-ne la presentació oficial a Madrid a la sala MobyDick, en un concert acústic basat principalment en temes propis i algunes de les seves versions més exitoses. A principis de 2017 és escollida per Disney per interpretar les cançons de Bella en la versió en castellà peninsular de la pel·lícula La bella i la bèstia.
L'any 2018 publica el seu primer àlbum, Desde mi otro cuarto, amb Universal Music, en formats CD i digital.
L'any 2020 anuncia el llançament del seu segon àlbum. El primer single, Roma, es publica el 20 de març.

## Discografia
- Si Quieres, Pierdes (EP, AllSeeingEye Records, 2015)
- Diciembre Y No Estás (Single, AllSeeingEye Records, 2015)
- Desde Mi Otro Cuarto (LP, Universal Music, 2018)
- Roma (Single, Universal Music, 2020)

## Col·laboracions
- Rayden, Entremeses (En Alma y Hueso, 2014)
- Rafa Espino, Sin ti (Eterno, 2016)
- JPelirrojo, 42 Gramos (Los payasos nunca lloran, 2016)
- Disney, La Bella y la Bestia (Banda sonora original en castellà, 2017)
- Isma Romero, Corriente (2018)
- Nil Moliner, Esperando (MUU Sessions, 2018)
- Rayden, Careo (Sinónimo, 2019)
- Despistaos, Lo que quedaba del invierno (Estamos enteros, 2019)
- Vic Mirallas, Un Poco Más (2019)
- David Otero, Buscando el Sol (2020)